# 魔界塔士Sa・Ga
『魔界塔士 Sa・Ga』（まかいとうし サガ）は、1989年12月15日にスクウェア（現：スクウェア・エニックス）からゲームボーイ（以下GB）用として発売されたロールプレイングゲームである。
本作はスクウェアが初めて開発したGB用ソフトであると同時に、携帯ゲーム機向けソフトとしては初めてのロールプレイングゲームでもある。本作は同社史上初のミリオンセラー作品となり、のちにサガシリーズとしてシリーズ化された。また、本作の北米版のタイトルは『The Final Fantasy Legend』（ザ・ファイナル・ファンタジー・レジェンド）であり、北米版のGBのサガシリーズはファイナルファンタジーシリーズの外伝作品という位置づけに置かれた。
2002年3月20日には、ワンダースワンカラー（以下 WSC）用ソフトのシリーズ「スクウェア マスターピース」のひとつとして、本作のリメイク版が発売された。また、携帯電話への移植も行われており、2007年7月2日よりiアプリ版の配信が開始された（NTTドコモ FOMA900iシリーズ以降。2日配信は903i以降および703i用のメガiアプリと902i用で、7月6日に901i、7月11日に900i用が配信された）。704i用のメガiアプリとしても、7月23日より順次対応を開始した。11月29日より905i対応。12月13日にはEZアプリ版の、2008年3月12日にはYahoo!ケータイ版の配信が開始された（EZアプリ版はau W3Xシリーズの一部、W4Xシリーズ以降。Yahoo!ケータイ版は、703SH以降）。2020年12月15日に発売されたNintendo Switch用ソフト『Sa・Ga COLLECTION』にはゲームボーイ版の完全移植版が続編2作品と併せて収録されている。（WSCや携帯アプリのカラー版は入っていない）

## ゲーム内容

### ストーリー
世界の中心に立つ塔は、かつて自由に出入りできたはずだったが、現在は入り口が閉ざされている。それによって世界の平和が乱れる中、人々は塔の頂上にある素晴らしい楽園の伝説を信じて、希望を保っていた。冒険者たちは、塔の謎の解明と楽園を目指して塔の扉を開いていったが、帰ってくる者はいなかった。冒険者の一人である主人公もまた、塔の扉をくぐり、中へと入る。

#### 大陸世界
ベーシックタウンに着いた主人公は、剣の王・鎧の王・盾の王の三勢力が戦う「大陸世界」を目の当たりにする。主人公が三勢力から英雄の像の剣・鎧・盾を手に入れたところ、「大陸世界」の支配者である玄武が襲い掛かってくる。主人公は玄武を倒して黒のクリスタルを得る。

#### 海洋世界
クリスタルを得て禁断の塔を開けた主人公は、第5階層にある「海洋世界」にたどり着く。主人公は海に浮かぶ島を利用し、かつての「海洋世界」の支配者だったりゅうおう（竜王）に会う。主人公はりゅうおうから出されたなぞなぞを解き、景品をもらう。その後、主人公は「海洋世界」の支配者の座をりゅうおうから奪った青龍と戦い、青のクリスタルを得る。

#### 空中世界
次に、主人公は第10階層「空中世界」を訪れる。雲の上に広がる「空中世界」を支配する白虎は、レジスタンスのリーダー・ジャンヌとその双子の妹であるミレイユが持つ、白のクリスタルの鍵を得るべく主人公を利用しようとするが、最終的にはジャンヌと協力した主人公によって撃破される。

#### 都市世界
白のクリスタルを得た主人公は第16階層「都市世界」を訪れ、不死身の朱雀によって荒廃した都市を目の当たりにする。最初、主人公は都市に住む暴走族の総長と対立するものの、総長の妹であるさやかをモンスターから救ったことにより、和解する。主人公たちは、原子力発電所でデスマシーンと戦ってプルトニウムを手に入れ、朱雀が張るバリアを中和する「イレイサー99」を完成させる。

#### 大魔王と神
主人公たちは朱雀を倒し、最上階である23階に到着する。そこへ、朱雀たち四天王の親玉である大魔王アシュラが現れ、新たな四天王にならないかと勧誘される。主人公たちがアシュラを倒した後、今度はシルクハットの男が現れる。彼の正体は神であり、退屈しのぎのためにアシュラたちを放ったことが判明する。

### キャラクター成長システム
本作のキャラクター成長システムは、スクウェアが1988年末に発売した『ファイナルファンタジーII』の熟練度による成長システムを発展させたものである。
『ファイナルファンタジーII』は、従来のRPGで用いられていた経験値によるレベルアップ制を廃し、戦闘中の行動にあわせて随時能力が変わる「熟練度によるキャラクター成長システム」を採用した。これは、当時の他のRPGにはあまり見られない斬新なシステムだった。その斬新さが仇となりファイナルファンタジーシリーズの続編では採用されなかったが、斬新性を追求する指向で企画されたサガシリーズで発展的に採用されることになった。このシステムは、『時空の覇者 Sa・Ga3』など一部の作品を除き、後のシリーズ作品にも採用された。
ただし本作では「戦闘中にとった行動」が直接成長に関与するシステムは採用されていない（詳細は下記の項目に記す）。サガシリーズでこのようなシステムが本格的に採用されたのは『Sa・Ga2 秘宝伝説』が初である。

### 各種族の特徴と成長方法
種族には人間、エスパー、モンスターの3種があり、人間とエスパーにはそれぞれ性別がある。主人公は、人間とエスパー各2種および、モンスター4種の合計8種から選択する。ゲーム開始時は主人公1人だけだが、仲間を3人まで「アドベンチャーズギルド」で無料で雇える。最初の世界のギルドのメンバーの初期能力は基本的に主人公に劣るが、後半の町にあるギルドほど初期能力の高いメンバーを仲間にできる（その時点で出現する敵と比較した場合、おおむね同等か少し弱め）。ただし一度仲間に雇ったメンバーを外す方法は、死亡した場合にギルドで新たな仲間を代わりに雇うのみ（ただし、主人公はこの方法でも外せない）。
なおGB版では、プログラムの仕様上、仲間を3人雇わないとイベントが進まなくなる一方、WSC版以降の移植版ではその制約は存在しないため、主人公の一人旅もできる。
また、ゲーム中の台詞は全て固定であり、種族や性別に関係無く全員同じ口調で話す（基本的に男言葉）。
以下に種族の特徴を記載する。種族によって成長方法自体が異なるため、強化させるには使用している種族に合致した進行が必要になる。
にんげん（にんげん おとこ / にんげん おんな）
アイテムを8個まで装備可能（防具は1か所につき1種類）。「ちからのもと」「すばやさのもと」「HP200」などの成長用アイテムを使って成長させる。このため早い段階で、HP・ちから・すばやさをMAXにすることも可能である。防御は防具を装備して上昇する。魔力に関しては一部装備でごくわずかに上昇できる程度。そのため、魔法を使用してもほとんど効果がない。
エスパー（男：エスパーマン / 女：エスパーギャル）
アイテムを4個まで装備可能（防具は1か所につき1種類）で、さらに特殊能力欄が4個ある。戦闘後の突然変異により各種パラメータが上がったり、特殊能力が変化する。特殊能力に関しては、種類が入れ替わるだけでなく、使用回数の残量が増減することもあり、時には0にまで低下したり本来の最大値を超過することさえある、博打性の強いものになっている。これらはGB版では告知されないため、こまめにステータス画面で確認する必要がある。男女で成長しやすい能力が異なるが、戦闘中の行動や戦った敵の強さとは関係がない。
モンスター
アイテムは一切装備できないが、特殊能力欄が8個ある。戦闘終了後に倒した敵が落とす肉を食べると、別のモンスターに変身し、特殊能力やパラメータも変身した個体に対応したものに全て入れ替わる（変身前よりパワーダウンすることもある）。それぞれの個体に固有のレベルが設定されており、現在の個体のレベル・食べた肉の個体のレベルの両方を参照し、高い方のレベルを採用する（本作のみ変身時だけ独自のレベル判定がされる都合上、低いレベルの肉のみで強化することも可能）。
同じ個体でいる限り、特殊能力やパラメータが変化することはないが、高レベルのモンスターになるほどパラメータが高くなり、特殊能力も強力になっていく。この「肉を食べて強くなる」システムも、斬新なシステムと呼ばれる所以の一つである。
本作に登場するパラメータは以下のとおりである。攻撃や回復の効果は、パラメータと武器の性能を乗算する形で算出されるため、強力な武器を持ってもパラメータが弱いとその性能を活かし切れないのが特徴である（以降の作品でも乗算によって算出される点は共通である）。
HP
耐久力であり、ダメージを受けると減り、アイテムや魔法などで回復する。0になると死亡して行動不可能になる（アイテムや施設で蘇生させるとHP1で復帰する）。減った数値分がそのまま宿屋の宿泊料金になるため、HPが最大値であれば無銭で宿泊可能（特殊能力は回復する。続編でも同様である）。
ハート
生命力であり、初期状態では3つ所持しており、死亡状態から施設で蘇生させると1個減る。アイテムで補充可能だが高額。0個になると施設での蘇生ができなくなるが、ハート0個での死亡状態でも補充は可能。
ちから（力） / こうげき（攻撃）
白兵戦用の武器の多くを使用した時のダメージに関わる。また、銃を使用した時の命中率に関わる。名称の違いについては備考の項を参照。
ぼうぎょ（防御）
敵からの武器や格闘などの、いわゆる物理攻撃を受けた時のダメージを軽減する。
すばやさ（素早さ）
敵より先に行動できる確率や、戦闘から逃げられる確率が高まる。また、一部の白兵戦用武器を使用した時のダメージや、白兵戦武器や弓の命中率にも関わる。
まりょく（魔力）
魔法攻撃や魔法での回復による効果を高める。また、敵から魔法攻撃を受けた時の成功率を下げたり、ステータス異常に冒された時の自然回復率を高める。

### アイテム
アイテムは、一部のものを除けば武具を含めて回数制限があり、回数を使い果たすと消滅する。エスパーやモンスターの特殊能力も回数制限はあるが、使い果たしても消滅はせず、宿屋で休むことで最大値まで回復する。パーティー共用のアイテム欄は8個まで所持できるが、戦闘中に使うことはできない。
武器
攻撃用の装備で、装備欄の許す限り幾つでも装備可能。原則的に使用回数制限がある。一般的なRPGで言うところの「攻撃コマンド」の代わりに、本作および本シリーズでは装備している武器がコマンド名として表示され、それを選択することで攻撃を行う。
白兵戦用武器
剣・斧などが基本だが、様々なバリエーションがある。基本的に対象は敵1体で、「力」「素早さ」「魔力」のどのステータスに威力が依存するかは武器によって異なる（一部の武器はステータスにほぼ依存しない）。特に力依存武器は属性を持った物があり、敵の弱点属性を突くとクリティカルヒットが発動して一撃で倒せることがある。
弓・銃・鞭
誰が使っても基本的な武器の性能によって一定水準の威力をもたらす。力や素早さが命中率に関係し、敵の反撃能力を無効化する。弓矢から大岩、マグナムまで様々。
火器・兵器
誰が使っても基本的な性能によって一定水準の威力をもたらし、破壊力が大きい。確実に命中し、敵の反撃能力を無効化する他、全体を攻撃する兵器は敵の防御力をも無視する。マシンガンから核爆弾まで幅広い。
技
パンチ、キック、地獄車など。威力は素早さに依存するが、残り使用回数が少なくなればなるほど威力が上がる。
魔法の本・杖
アイテムに封じられた魔法を解放して放つ武器。威力は魔力に依存し、基本的に敵1グループを攻撃する。多くは属性を持っており、敵の弱点を突けば大きなダメージを与えられるが、耐性を持つ属性の魔法は効かない。

特殊能力
エスパー、モンスターの種族が持つ特殊な攻撃方法。各種武器と似た特徴を持つものを始めとして、攻撃以外にも補助や回復に役立つものがあり、中には装備品にない特徴を有する能力もある。特定の属性に対する、耐性や弱点もある。取り外せない。
防具
防御用の装備で、原則1種類につき1つまで装備可能。装備するだけで効果を発揮し、原則使用はできないため、使用回数に制限は無い。
盾
敵の攻撃を受け流す。防具の中では例外的に、装備欄の許す限り幾つでも装備できるが、使用回数制限があり、使い果たすと武器同様に消滅する。他の防具と異なり、効果を発揮するには戦闘中に使用する必要があるため、一般的なRPGで言うところの「防御コマンド」に近い。使用したターンは、素早さに盾の回避率が上乗せされるため、物理攻撃のダメージを回避しやすくなり、回避に失敗してもダメージを半減させる。中にはバリアを張って特定の属性を防ぐ盾もある。
鎧
胴体用防具。装備品で補う防御力の中で最も多くのウェイトを占める。
兜
頭用防具。鎧の次に手に入りやすく、強力な耐性を有するものもある。
小手
腕用防具。種類はやや少ないが、比較的安価で手に入る。
靴
足用防具。かなり種類が少ないが、いずれも特定のステータスを補強する。
全身鎧
鎧・兜・小手・靴がセットになった防具。非常に高い防御力を有するが、盾以外の防具とは同時に装備できなくなる。

その他のアイテム
回復や成長などに使用するアイテム。装備欄の許す限りいくつでも装備可能。
HP回復アイテム
ポーションなどの定量回復アイテムおよび、「ケアルの書」などの魔法の本・杖といった魔力に回復量が依存するものがある（魔力に依存するアイテムだと「装備者と対象者の魔力」で性能が変化する）。装備した場合、戦闘中にも使用可能。
状態異常回復アイテム
毒やマヒ、死亡などの異常を回復する。装備した場合、戦闘中にも使用可能なものがある。
成長用アイテム
上述の通り、人間種族を成長させるためのアイテム。装備しても戦闘中には使えない。
イベントアイテム
ストーリーに関わるアイテム。持っているだけで効果を発揮するタイプもあれば、特定の場所で使用しないと効果を発揮しないタイプもある。中には武器・防具として使用できるアイテムも存在する。使用回数制限はない。

### 戦闘
本作では敵との遭遇はランダムエンカウントで行なわれる。そのため、敵の出現する地域で移動中に突然遭遇することになる。移動中にセレクトボタンを押す（WSC版以降はメニュー画面で「ならびかえ」を選択する）と、隊列の変更が可能で、画面の上に配置したメンバーほど敵の攻撃のターゲットになりやすい。戦闘はターン制のコマンドバトルで行なわれ、1ターン内に敵・味方とも1キャラクターにつき1回行動を行なう。
「たたかう」を選べば全員の行動を選択することになるが、全てのアイテムや特殊能力を使い切っているメンバーは行動をパスされるため、装備欄を見て行動できない状態にならないよう注意する必要がある。敵もアイテムや特殊能力の使用回数に制限がある点は同じであり、使い果たした敵は逃げ出してしまう。
「にげる」を選んだ場合、その場で全員一斉に戦闘からの離脱を試みるが、失敗すると1ターン敵全員から総攻撃を受ける。持っている特殊能力次第では、先制攻撃を取れる場合がある。1ターンの間、一方的に行動できるほか100%の確率で逃げることが可能。
敵側は、同じキャラクターがグループ単位で出現する。1グループあたり1 - 5体出現し、合計3グループまで同時に出現する。同じ敵キャラクターが2グループ以上に分かれて出現することはなく、合計で最大10体まで。そのため、攻撃手段は原則的に「敵1体」「敵1グループ」「敵全体」の3種類に大別され、敵1体を攻撃するタイプは指定した敵グループの中の先頭にいるキャラクターに攻撃する（感覚としては同じ敵グループにいる敵が縦1列に並んでいるような構図）。そのため、グループ内にいる敵のうちどの個体を攻撃するかを指定することはできず、先頭の1体を倒すと次の1体が単体攻撃のターゲットになる。味方のパーティは、1人1グループとして扱われ、敵側が1グループをターゲットにする攻撃を仕掛けてきても、対象は味方1人である。
GB版ではオートターゲットが無いため、攻撃目標に指定していた敵グループが他のパーティメンバーによって全て倒されると、そのターンに他のグループの敵を攻撃することはできず、1ターン何もせず経過することになる。
なお、ストーリー上の要所で戦うことになるボスと戦闘になる場面があるほか、各ダンジョンでは通行人に見せかけた敵がシンボルとして見える形で徘徊していることも多く、こうした人物相手に「話しかける」あるいは「隣り合った状態でこちらから接触する」と、ボス同様に強制戦闘になる。どちらの場合も「にげる」を選ぶと必ず失敗してしまうが、逃げられないのは敵側も同じであり、アイテムや特殊能力を使い果たした敵は自害する。多くのRPGで「ボスから逃げられない現象」は、本作では「ボスとの戦いがシンボル接触によるもの」という理由になっており、すなわちランダムエンカウントであればたとえボスと遭遇したとしても、逃げられる可能性がある。
敵のHPを0にするか石化させるとその敵を倒したことになり、敵を全滅させればケロ（本作品中の通貨単位）が手に入るほか、エスパーはランダムで成長し、戦った敵の系統次第ではモンスターが食べると変身する肉を落とすこともある。逆に味方全員が死亡・石化の状態になるとゲームオーバーになり、タイトル画面に戻るため、セーブデータを記録した場所からやり直すことになる。
戦闘が終わっても自然に治らない状態異常（死亡・石化・呪い・暗闇）にかかったメンバーは、戦闘終了後に隊列の一番後ろに下げられる。

### その他システム
セーブ
本作はメニューが開ける場面であればどこでもセーブが可能。ダンジョン内であろうとボス戦直前でもセーブが可能。
ただしラスボス戦前でセーブしてしまうと、特定のアイテムや能力がないと脱出できない為ハマりに陥る場合もある。

## 舞台
本作の世界の中心には、楽園に通じているとされる23階建ての塔がそびえ立つ。第1階層、第5階層、第10階層、第16階層からはそれぞれ比較的大きめの世界に通じている。しかしそれらの世界では玄武（げんぶ）、青龍（せいりゅう）、白虎（びゃっこ）、朱雀（すざく）といった四天王が人々を苦しめている。最上階となる第23階層では四天王を牛耳るアシュラが、楽園へ向かう冒険者の最後の砦として待ち構えている。この他にも、小世界が広がっている階もある。上の階に行けば行くほど、退廃的なムードに包まれ、核シェルターや核爆弾などが登場する。
主となる4つの階層の扉には封印が施されており、先に進むには対応するクリスタルが必要。
第1階層
「大陸世界」とよばれる。剣の王・鎧の王・盾の王の三者が英雄の像の剣・鎧・盾をそれぞれ持ち合い、この世界の覇権を賭けて争っている。戦争が続き、人心は荒れ果てている。大陸中心で、山や川もある、もっともオーソドックスな地形。塔を上ってこの世界を出るには、黒のクリスタルが必要。黒のクリスタルは玄武が持っている。
第5階層
「海洋世界」とよばれる。海の中に島が点在しており、浮き島を使わなければ移動できない。海底の竜宮城には四天王の一人・青龍がいる。先に進むには、青のクリスタルが必要。
第10階層
「空中世界」とよばれる。雲の上に広がる世界で、雲と雲の間はグライダーを使わなければ移動できない。世界を牛耳る白虎とレジスタンスが対立しているが、レジスタンスは壊滅寸前となっている。先に進むには、白のクリスタルが必要。
第16階層
「都市世界」とよばれる。不死身の朱雀によって壊滅させられた都市である。暴走族が朱雀を倒すべく立ち上がっている。この世界には「アキバ」「シンジュク」「アメヨコ」など東京の地名が付され、塔は東京タワーのような外観である。先に進むには、赤のクリスタルが必要。

## 登場人物

### 大陸世界
たてのおう（盾の王）
英雄の像のアイテムの1つ「キングのたて」を所有。猜疑心が激しく、城に来る者は誰であっても追い返す。大臣の謀反で殺される。
だいじん（大臣）
盾の王の大臣。最初は盾の王に忠実な部下として登場するが、途中で王を殺してキングの盾を奪う。現場を主人公たちに見られたため、罪を被せようとする。なお、彼のパラメータは、本作に登場する敵の中で最低である。
つるぎのおう（剣の王）
英雄の像のアイテムの1つ「キングのつるぎ」を所有。殺人鬼と噂され、城に来る者は皆殺しにしてしまう。
よろいのおう（鎧の王）
英雄の像のアイテムの1つ「キングのよろい」を所有。求婚相手の南の村の美人がどうしても承諾してくれず悩んでいる。
村一番の美人
南の村の美人。村の住民はスライムばかりであり、彼女もスライムである。盗賊から脅され、鎧の王からの求婚を仕方なく断り続けている。
とうぞく（盗賊）
村一番の美人に求婚し、応じなければ村を焼き払うと脅した。正体はどくがえる。主人公たちに倒される。

### 海洋世界
りゅうおう（竜王）
かつて竜宮城に住み、この世界を支配していた。しかし、せいりゅうに「あおだま（青玉）」を奪われてその地位を追われ、地上で隠居している。なぞなぞを出題し、答の品を持って行けば重要な物をくれる。

### 空中世界
ジャンヌ
レジスタンスのリーダー。双子の妹・ミレイユと共に白のクリスタルの鍵を握るため、白虎親衛隊に狙われている。
ミレイユ
ジャンヌの双子の妹。落ち着いた性格の姉とは対照的に奔放で血の気が多く、弱いレジスタンスに失望してびゃっこに寝返った。

### 都市世界
そうちょう（総長）
暴走族の総長。すざくのバリアを中和するための「イレイサー99」を開発している。
さやか
総長の妹。モンスターに襲われたところを主人公たちに助けられ、それが主人公と総長の一触即発の事態を収めて打倒朱雀への協力体制をつくるきっかけとなる。
デスマシーン
原子力発電所で、プルトニウムを守るロボット。ミサイルや核爆弾などの兵器で攻撃してくる。『ファイナルファンタジー』にも登場した。

### 四天王
げんぶ
大陸世界に存在。普段は姿を見せないが、英雄の像のアイテムを揃えると襲い掛かる。
せいりゅう
海底世界を支配。竜王を追い出して竜宮城に住んでいる。竜王から奪った「あおだま（青玉）」を魔物の産卵所に混ぜて隠し、見張っている。
びゃっこ
空中世界を支配。レジスタンスのジャンヌ姉妹がクリスタルの鍵を握ると知り、主人公たちを利用して手に入れようとする。主人公は当初、彼の傭兵として仕えることになる。他の四天王と比べ細かな人物描写がなされている。
すざく
都市世界を支配。この時点ではほとんどの攻撃を受け付けないバリアを張っているため、原則的に逃走によって生き延びることを要求される（強引に倒しても、何事もなかったかのようにその後も出現する）。そのため主人公たちは、バリアを中和する「イレイサー99」の入手が都市世界での当面の目標になる。

### その他
アシュラ
四天王を支配する親玉。四天王を倒した主人公たちに、新たな四天王になるよう取引を持ちかけてくる。
シルクハットの男
方々で主人公たちの行く手に現れ、アドバイスをする正体不明の男。彼の正体は「かみ（神）」であり、本作の黒幕。退屈しのぎとして塔の各層にアシュラたちを放って世界を混乱させ、それにも飽きてしまい今度は「悪魔を打ち倒すヒーロー（英雄）が欲しい」という理由で「塔の頂上に楽園がある」という噂を流し、結果的に主人公たちや世界中の全てのものをオモチャのように弄んだ。一神教の神を意識した絶対の創造神であり、後の作品に出てくる「○○の神」という多神教の神ではない。
この「神」と四天王をモチーフにした敵キャラクターが『ファイナルファンタジーXII』で登場する。

## 他機種版
| No. | 発売日         | 対応機種                                        | タイトル       | 開発元                 | 発売元                 | メディア                 | 型式        | 売上本数 | 備考 |
| --- | -------------- | ----------------------------------------------- | -------------- | ---------------------- | ---------------------- | ------------------------ | ----------- | -------- | ---- |
| 1   | 2002年3月20日  | ワンダースワンカラー                            | 魔界塔士サ・ガ | アスペクト             | スクウェア             | 32メガビットロムカセット | SWJ-SQRRC08 | 5万本    | -    |
| 2   | 2007年7月2日   | 900i~902iシリーズ、703iシリーズ以降 （iアプリ） | 魔界塔士サ・ガ | スクウェア・エニックス | スクウェア・エニックス | ダウンロード             | -           | -        | -    |
| 3   | 2007年12月13日 | WIN BREW (R)対応端末 （EZアプリ）               | 魔界塔士サ・ガ | スクウェア・エニックス | スクウェア・エニックス | ダウンロード             | -           | -        | -    |
| 4   | 2008年3月12日  | SoftBank 3Gシリーズ （S!アプリ）                | 魔界塔士サ・ガ | スクウェア・エニックス | スクウェア・エニックス | ダウンロード             | -           | -        | -    |

### ワンダースワンカラー版
WSC版では、カラー化し演出や操作性を改善したリメイク版と、GB版の後期バージョンをほぼそのまま収録した復刻版の両方で遊ぶことができる。WSC版では、ねずみおとこなど、著作権および商標権などを侵害する恐れのある一部の敵の名称が変更されており、以降の作品のリメイクでも同様の変更がされている。
その他のリメイク版の変更点は、以下の通り。
- 多くのバグが修正された。
- 白黒4階調から、256色カラーとなり、グラフィックは全面的に描き直された。また、容量の増加により、GB版では省略されていた戦闘時の背景が追加された。GB版では同じグラフィックで使い回されていたキャラクターも、いくつかは新たなグラフィックが用意された。
- オープニング映像が追加された。
- キャラクターの名前に使用できる文字に、「ゔ」「ヴ」「@」「♥」「。」「、」「/」「%」「!」「?」「:」「×」「○」および、鉤括弧、大文字のラテン文字が加わった。
- 複数存在していたメニュー画面が統一され、装備の入れ替えや隊列の並べ替えなどが全て1つのメニュー画面から選択できる。
- 宿泊時に、専用の効果音が流れるようになった。
- シナリオは、演出面を除き変更・追加はない。ただし誤植は訂正された。
- GB版では、パーティーが4人いないと進められないイベントがある[注 2]ため、最初に4人揃える必要があった。本作では、一人旅で最後まで進められるようになった[12]。ただし、人数による会話の変更がないため、一人旅だと4人分の台詞を一人芝居してしまう。
- ゲーム進行に必要なイベントアイテムが、一般のアイテム欄とは別の「だいじなもの」欄に格納されるようになった。そのため、若干持てるアイテムに余裕ができたほか、イベントアイテムをうっかり捨ててしまいゲーム続行不可能となるトラブルが発生しなくなった。また、イベントアイテムを持っているキャラクターは死亡していてもアドベンチャーズギルドで外すことができなくなった[7]。
- 種族・アイテム・特殊能力の簡易な解説が追加された。
- 購入したアイテムの装備が、店頭で即座に行えるようになった。
- 戦闘で、オートターゲットを設定できるようになった（従来の仕様も選択可能）。
- 並び順による敵からの攻撃ターゲットのなりやすさが変更され、先頭のキャラクターは最も狙われにくくなった。
- 戦闘開始時における敵の残りHPがすべて満タンになった（GB版では多くの敵の残りHPが最初から満タンではなかった）。
- 先制攻撃を取った場合でも逃げられる確率が変わらない。ただし先制攻撃のターンに逃げられなかった場合でも敵は行動しない。
- 敵を攻撃した時の効果音は攻撃の種類によって様々だが、それがGB版では敵味方共通だったのに対して、リメイクでは敵からの攻撃による効果音が1種類に統一された。
- 単体攻撃でHPが0になった場合は「（対象）は しんだ」、複数攻撃の場合は「2たい たおした」などの表記がされ、それがGB版では敵味方共通だったのに対して、リメイクでは味方のHPが0になると「（対象）は しんでしまった!」という表記に統一された。
- モンスターの食肉で、変身後のモンスターが分かるようになった（従来の仕様も選択可能）。
- モンスターの肉のグラフィックが、それぞれの系統で個別のものになった。
- GB版では食肉の意味がない「人間」「エスパー」でも食肉可能だったが、できなくなった。
- 戦闘後、エスパーの突然変異（パラメータの成長・特殊能力の取得/喪失）が告知されるようになった。
- 一部の武器・防具・道具などアイテムと、特殊能力の設定が変更された。
  - たとえば、炎・冷気・電気・毒の属性を持つ特殊能力・魔法などは威力が上がり、逆にフレアなどは若干弱体化した。また、光線系のダメージが敵の防御力に影響されるようになった。
  - 「とかす」「ちをすう」によるHP吸収が不可能になった。
  - GB版では、蘇生させる時は「復活の館」以外の方法ならハートを消費する必要が無かったが、WSC版ではどのような方法で蘇生させてもハートを消費するようになった。
- GB版では、設定レベルの関係で「あるくサボテン」など、変身できないモンスターがあった。そこでレベルを調整し、全てのモンスターに変身できるようになった（もともと変身できない機械兵、魔法使い、侍、覆面戦士、ボス系のモンスターを除く）。また、モンスター図鑑も追加され、変身したことのあるモンスターの能力を、いつでも見られるようになった。
- 乗り物に乗っている場合、ダメージを受ける床を通行してもダメージを受けなくなった。

### 携帯アプリ版
携帯アプリでのリメイクは2007年4月25日に発表され、同年5月12日・13日に幕張メッセで開催された「SQUARE ENIX PARTY 2007」で試遊できた。
内容はWSCリメイク版を基にしているものの、操作性などに変更が加えられている。
- 本作で初めてメッセージに漢字が使用された（GB、WSCではハードの制約から漢字の使用がほとんど不可能だった）。
- メガアプリ版とそれ以外の版で、演出が若干違う。メガアプリ版以外では、オープニング映像と一部のグラフィック・演出が削除または簡略化されている。
- 購入したアイテムの装備に加え、「ちからのもと」などの使用も、店頭で即座に行えるようになった。
- ベーシックタウン（ゲーム開始時の町）に、解説役のじじいが追加された。
- その他、ストーリーを変えない範囲で台詞が追加された。
- モンスター図鑑は削除された。

## 開発
本作の企画はほしののぶゆきによって起案され、『ファイナルファンタジー』発売後から2年後に河津秋敏の監督のもとで開発が進められた。
本作は、サガシリーズ第一作であると同時に、スクウェアが初めて開発したゲームボーイ用ソフトでもあった。
開発はゲームボーイ発売前から始まっている。当時スクウェアの代表だった宮本雅史は『テトリス』のようなゲームの開発を要望していたが、河津と石井浩一は、ユーザーが一番求めているであろうRPGの開発を決意した。当時河津らは『ファイナルファンタジーII』を開発し終え、続編についての話をしていたところだったため、同作のファミコン向けとして続編として用意していたアイデアをゲームボーイ向けにアレンジする形で本作の開発を進めた。
河津は2015年の電撃オンラインとのインタビューの中で「今考えると『ファイナルファンタジーIII』は派手な演出を特徴とするファイナルファンタジーシリーズの原点ともいえるところがあったから、良い差別化できたと思う」と振り返っている。
本作は成田からホノルルまでの時間に相当する、6時間から8時間で遊べるゲームというコンセプトの元、開発がすすめられた。
開発者たちは、電車に乗っている間でも遊びやすくするため、短い間にゲームが一気に進んでいることを視覚化するための努力を重ねた。ゲームの面白さを保つためには、短いプレイ時間の中で最低一体以上の敵を出す必要があることから、本作では敵の出現率が他のスクウェアのRPG作品よりも高く設定された。
本作の難易度は高く、一歩進んだシステム設計となっており、そこがサガシリーズとファイナルファンタジーシリーズとの違いであると河津はGame Spyとのインタビューの中で答えている。
河津は他のスクウェア作品と並行する形で、石井と伊藤裕之と時田貴司とともに本作のシナリオ執筆に直接携わった。
また、石井と伊藤は本作の世界観や地形も手がけたほか、背景グラフィックはたなかりょうこが手がけた。時田はキャラクターのデザインとスプライトの作成も担当した。ゲームボーイではモノクロによる表現しかできないことから、炎といったエフェクトをモノクロで示すことは難しかった。その結果、開発チームは白黒で表現された世界を構築する必要があった。時田は、色を考えなくていいので良かったと話す一方で、説明書の時点で初めて色を意識したとサガシリーズ20周年イベントの中で振り返っている。
本作は統一感のない世界観を有しており、このような世界観に合わせるために、原子力発電所に生身で突入する暴走族など常識の概念に囚われない設定の登場人物が、あえて多く用意された。
開発当初はただ下へ潜った末に魔王となって神と戦うという構想もあり、この構想では上に登って行った場合はアシュラとの最終決戦を迎えるという予定だった。
本作では独自のシステムがいくつか用意されており、その一つである「倒した敵キャラクターの肉を食す」というシステムは、元々は倒した敵キャラクターの能力を取り込めないかと考えた末に、ビジュアルとして肉という形にしたのが始まりであり、最終的にはマンガ肉による表現が用いられた。
『Sa・Ga2 秘宝伝説』のスタッフである田中弘道は20周年イベントの中で、当時のゲームボーイのカートリッジの容量が2メガビットだったため、最良のパフォーマンスでゲームを動かすために要素を削っていったと話している。また、河津も同様の理由でシナリオを短くしたと2001年のファミ通とのインタビューの中で話している。
『魔界塔士Sa・Ga』という題名はスタッフたちの間で話し合って付けられたが、「魔界塔士」の部分は河津秋敏がつけた。「魔界」という単語を入れた理由について、河津は「Apple II向けコンピュータゲーム『ファンタジー ジェルノアの章』の海賊版『幽霊戦士』のイメージが強く、本作の世界観の観点からも、アジア的ないかがわしさを出したいと思い、『魔界塔士』という漢字四文字で表現した」と電撃オンラインとのインタビューの中で述べている。

## 音楽
本作の音楽は植松伸夫が担当し、全15曲が使われた。
ファミリーコンピュータの新たなステレオ・オプションや、独特の波形、そして3和音といった特徴がゲームボーイには当てはまらなかったため、植松は最初この差異に苦労した。河津は、『ファイナルファンタジー』の初期2作品のような音楽を求めていたが、植松は新しい波形を作ることにした。
ゲームボーイでは音源の容量に制約があったことから、植松は2000年のIGNとのインタビューでリメイクする意向を示しており、リメイクにあたっては「音楽とグラフィックの質は上げた方がいいだろうけど、ユーザーが楽しめるゲームを作るのが必要だ」（"it would be better to have high quality music and graphics, but we need to make sure that the users enjoy the game."）という意識も示している。勝利の時に流れるファンファーレ「Eat the meat」は、「倒した敵キャラクターの肉を食す」というシステムにちなんで名付けられた。
サガシリーズにおいては戦闘曲などが再利用されており、サウンドトラック全集などに収録されている。また、「プロローグ」はGB版サガシリーズにおいてもアレンジ版が使用された。さらに「涙を拭いて」（"The Final Fantasy Legend"でのタイトルは"Heartful Tears" )はサガシリーズ全体のうちの5作品においてアレンジ版がそれぞれ異なる場面において使用された。これらの楽曲は1991年に発売された2枚組のサウンドトラック集『Sa・Ga全曲集』および、2004年12月に再販されたバージョンにも収録されている。本作の楽曲群のうち、「プロローグ」・「街のテーマ」・「メインテーマ」・「涙を拭いて」・「エピローグ」は、シンセサイザーでアレンジされた上で、全曲集の2枚目の最終トラック「Journey's End」という一つの楽曲としてまとめられた。ライナーノーツの中で、植松は聴いているとゲームの中の風景がよみがえってきて楽しかったと述べている。
2008年に開かれたPress Start 2008 -Symphony of Games-では、「若かりし頃の植松伸夫メドレー」という特集として神奈川フィルハーモニー管弦楽団が本作の楽曲群をメドレー形式で演奏した。また、2011年のSymphonic Odysseysでは「メインテーマ」が、『Sa・Ga2 秘宝伝説』の「Save the world」とともに演奏された。

### 曲目リスト
1. プロローグ（電源を入れた直後。アレンジの違いはあるが、GB版サガシリーズ共通の曲[注 3]）
2. メインテーマ （主に第 1 階層・第 5 階層のフィールド）
3. 街のテーマ（ほとんどの町）
4. 戦闘（通常戦闘）
5. Eat the meat（戦闘勝利時。アレンジの違いはあるが、GB版サガシリーズ共通の曲）
6. 魔窟（洞窟内部など）
7. Hurry up!（第10階層のフィールドなど）
8. 激闘（四天王戦およびアシュラ戦）
9. レクイエム（ゲームオーバー時と、悲壮なあるイベント)
10. 禁断の塔（塔内部）
11. 涙を拭いて（悲しいシーン）
12. 魔界塔士（真の塔内部）
13. 最上階（真の塔の頂上）
14. 怒闘（最終ボス戦）
15. エピローグ（エンディングテーマ）

## スタッフ
- コンセプト：ほしののぶゆき
- ゲームデザイン：河津秋敏
- デベロップ：安達景太郎
- プログラム：おきたかし
- システムプログラム：岡部直樹
- バトルシステム：河津秋敏
- バトルプログラム：安達景太郎
- シナリオスタッフ：石井浩一、伊藤裕之、時田貴司
- カルトグラフィー：石井浩一、伊藤裕之
- グラフィック 
  - 背景：たなかりょうこ
  - スプライト：時田貴司
  - キャラクターデザイン：時田貴司
- サウンド 
  - ディレクター：植松伸夫
  - プログラム：安達景太郎
  - エフェクト：植松伸夫、時田貴司、星野雅紀
  - コンポーズ：植松伸夫
- ディレクター、シナリオ：河津秋敏

## 反響
ゲームボーイ版の販売本数はおよそ110万本と、ファミリーコンピュータのファイナルファンタジーシリーズより先にスクウェア初のミリオンセラーとなった。

### 評価
ゲームボーイ版
- ゲーム誌『ファミコン通信』の「クロスレビュー」では、9・9・9・8の合計35点でプラチナ殿堂入りを獲得している。レビュアーの意見としては、「目が疲れるけど、かなりの力作」、「ゲームボーイというハードにはピッタシな、ストレートなゲームシステムも心憎い」、「ゲームボーイでこの完成度はすごい」、「かなり新鮮な印象を受けるし、マニアック方面に走っていないのも好感が持てる」などと評されている。
- ゲーム誌『ファミリーコンピュータMagazine』の読者投票による「ゲーム通信簿」での評価は以下の通りとなっており、24.42点（満30点）となっている。また、同雑誌1991年5月24日号特別付録の「ゲームボーイ オールカタログ」では、「ファミコンのファイナルファンタジーの流れをくみ、ゲームボーイ用にうまくアレンジされている」と紹介されている。

| 項目 | キャラクタ | 音楽 | 操作性 | 熱中度 | お買得度 | オリジナリティ | 総合  |
| 得点 | 4.11       | 4.02 | 3.96   | 4.27   | 4.10     | 3.96           | 24.42 |
- IGNの今井晋は本作のドライでポストアポカリプス的な世界観を評価しており、神をチェーンソーで倒せる現象についてもパンクで最高だと評価している。

ワンダースワンカラー版
- ゲーム誌『ファミ通』の「クロスレビュー」では合計27点となっている。

### 後世への影響
ゲームクリエーターの田尻智は本作の成功を見て、「ゲームボーイでもアクションゲームじゃない分野を追求できるんだな」と気付き、『ポケットモンスター』の開発に乗り出した。
本作は、最終ボス「神」を「チェーンソー」「のこぎり」による一撃で倒せる現象が存在する。この現象はチェーンソーやのこぎりの判定の可否が反対になっていることを主因としている。これは河津自身が後に「『Sa・Ga2 秘宝伝説』における挙動（防御力の低い敵のみに効き、ボスには通用しない仕様）が本来正しいものである」と明らかにしているが、本作に限ってはこのバグが後の移植版にて「仕様」となった。同じスクウェアの『半熟英雄』シリーズには、この現象に由来するチェーンソーを手にしたエッグモンスター「かみ」が登場するほか、『ロマンシング サガ -ミンストレルソング-』には「かみをたおしたおの」という絵本が登場し、ストーリーはこの攻略法のセルフパロディになっている。さらにこの絵本の話に登場する「あかいおの」はゲーム中でも武器として登場しており、固有技は斧がチェーンソーに姿形を変えるというエフェクトだった。

## 備考
- 前期（初期出荷）バージョンでは、さまざまなバグ裏技が存在する。ゲーム開始からすぐに主人公を最強にしてしまう裏技もあれば、第1階層の洞窟から第5階層へ、第5階層の竜宮城から第10階層へワープするなど、ストーリーをカットできるようなものもある。前期と後期のバージョンの簡単な見分け方は能力表示で、前期版は「ちから」、後期版は「こうげき」と表示されている。
- スクウェア・エニックスによる本作の商標登録は、従来「魔界塔士サガ」で登録されていた（現在も有効）。2006年12月5日、新たに「魔界塔士サ・ガ（「・」が付いている）」での出願がなされた。商標出願番号は 2006-112449。出願追加が行われたことを理由に、将来の再リメイクについての期待も見られた[48]。
- 上馬キリスト教会によると、本作のラスボスである「かみ（神）」が「チェーンソー」という武器を使うと一撃で倒せたため、キリスト教界隈がざわついた[49]。

## 関連商品

### 攻略本
『魔界塔士 Sa・Ga 完全攻略本』
徳間書店 発行 /ファミリーコンピュータMagazine編集部 / 著、1990年1月31日初版 ISBN 4197241151

『魔界塔士 Sa・Gaのすべてがわかる本』
アスキー出版局 発行 /ファミコン通信編集部 / 著、1990年3月1日初版 雑誌 63595-62

『魔界塔士 Sa・Ga 必勝攻略本』
辰巳出版 発行 /葛谷義幸 / 編、1990年3月15日初版 雑誌　61453-27

『魔界塔士 Sa・Ga 完全攻略マニュアル』
冬樹社 発行 /小田清・藤原和喜 / 共著、1990年4月26日初版 ISBN 4809280160
冬樹社の１冊のみ、マップ情報のない小説仕立ての攻略本となっている。

『魔界塔士 サ・ガ タワーグラディエーターズガイド』
デジキューブ 発行 / 増井荒/ 編、2002年3月20日初版 ISBN 4-88787-032-9
ワンダースワンカラー版の攻略本。｢ゲームボーイ版(オリジナルモード)にも完全対応｣(帯より)。

### ゲームブック
『魔界塔士 Sa・Ga 冒険者たちのレクイエム』
池田美佐 著/スタジオ・ハード 編、1990年2月初版 ISBN 4575761389
双葉社・ゲームボーイ冒険ゲームブックより刊行。